# Rediu, Neamț
Rediu là một xã thuộc hạt Neamț, România. Dân số thời điểm năm 2002 là 5245 người.